# النساء في مجلس الأمة الكويتي
النساء في مجلس الأمة الكويتي هنّ المواطنات الكويتيات اللاتي شغلن عضوية مجلس الأمة الكويتي منذ منح المرأة حقوقها السياسية في عام 2005، حين أُقِرّ قانون يتيح لها حق الترشح والاقتراع، وهو ما شكّل تحولًا تاريخيًا في مسار المشاركة السياسية للمرأة في دولة الكويت.

## الخلفية التاريخية
بدأت الدعوات لمنح المرأة الكويتية حقوقها السياسية منذ ستينيات القرن العشرين، عقب صدور الدستور الكويتي عام 1962، الذي نصّ في مادته السابعة على أن «العدل والحرية والمساواة دعامات المجتمع». ورغم تلك المبادئ الدستورية، فقد ظلت المشاركة السياسية حكرًا على الذكور لعقود.
في عام 1999، أصدر الأمير الراحل الشيخ جابر الأحمد الصباح مرسومًا أميريًا يمنح المرأة حق الترشح والانتخاب، غير أن مجلس الأمة رفض المرسوم في جلساته اللاحقة. وأدى هذا الرفض إلى تنامي الحراك النسوي وتكثيف النشاطات الحقوقية. وفي 16 مايو 2005، أقر المجلس القانون الذي يمنح المرأة حق التصويت والترشح في الانتخابات، ليصبح نافذًا اعتبارًا من الانتخابات التالية.

## أول مشاركة نسائية في الانتخابات
في انتخابات مجلس الأمة الكويتي 2006، شاركت المرأة الكويتية لأول مرة في العملية الانتخابية كناخبة ومرشحة. بلغ عدد المرشحات حينها 28 مرشحة من أصل أكثر من 250 مرشحًا. وعلى الرغم من الزخم الإعلامي والدعم الشعبي، لم تتمكن أي من المرشحات من الفوز، لكن المشاركة بحد ذاتها كانت مؤشرًا على بداية التحول التدريجي في النظرة الاجتماعية نحو دور المرأة السياسي.

## أول نائبات في البرلمان
جاء التغيير الفعلي في انتخابات مجلس الأمة الكويتي 2009، حيث فازت أربع نساء بعضوية المجلس للمرة الأولى في تاريخه، وهن: معصومة المبارك، رولا دشتي، أسيل العوضي، وسلوى الجسار. وقد اعتُبر هذا الفوز نقطة تحوّل بارزة في الحياة البرلمانية الكويتية، إذ مثّل اعترافًا عمليًا بقدرة المرأة على تمثيل المجتمع في أعلى هيئاته التشريعية. ساهمت النائبات في تقديم مقترحات ذات صلة بالقضايا الاجتماعية والتعليمية وحقوق الإنسان.

## التحديات والمعوقات
واجهت النساء في البرلمان تحديات عديدة، أبرزها البنية الاجتماعية المحافظة، وصعود التيارات الدينية والقبلية في بعض الدوائر، بالإضافة إلى غياب نظام الحصص الكوتا النسائية، الذي قد يسهم في تعزيز تمثيل المرأة. وقد أدى ذلك إلى تقلّب حضور النساء في المجالس اللاحقة، ففي بعض الدورات، مثل انتخابات 2013 و2016، غابت المرأة تمامًا عن المجلس.

## التمثيل الحديث
شهدت انتخابات مجلس الأمة الكويتي 2022 فوز جنان بوشهري كأول امرأة تدخل المجلس في تلك الدورة. وفي انتخابات مجلس الأمة الكويتي 2023، ارتفع التمثيل النسائي إلى امرأتين: جنان بوشهري وعالية الخالد، ما مثّل عودة تدريجية للحضور النسائي في الحياة النيابية.
في انتخابات مجلس الأمة الكويتي 2024، حافظت المرشحة جنان بوشهري على المقعد النسائي الوحيد في المجلس للدورة الثانية على التوالي.